# Hiroshima (film)
Pour les articles homonymes, voir Hiroshima (homonymie).
Pour plus de détails, voir Fiche technique et Distribution.
Hiroshima (ひろしま, Hiroshima) est un film dramatique japonais en noir et blanc réalisé par Hideo Sekigawa et sorti en 1953.

## Synopsis
Le récit commence au début des années cinquante et évoque les séquelles provoquées chez certains Japonais par les radiations dues à l'explosion de la bombe atomique. Un professeur nommé Kitagawa prend conscience du drame qu'il avait sous-estimé. Puis, à travers un long flash-back, le spectateur est projeté dans les jours qui suivent le 6 août 1945, à Hiroshima. C'est l'enfer sur terre. Lorsqu'il revient au "présent" il voit un jeune adulte, Yukio Endo, qui refuse de travailler dans une usine produisant des armes (probablement pour aider les Américains durant la guerre de Corée). Yukio Endo hurle sa colère et sa détresse. Il ne veut pas d'une nouvelle catastrophe nucléaire.

## Fiche technique
- Titre : Hiroshima
- Titre original : ひろしま (Hiroshima?)
- Réalisation : Hideo Sekigawa
- Assistant réalisateur : Kei Kumai
- Scénario : Yasutarō Yagi (en)
- Photographie : Shun'ichirō Nakao (ja) et Susumu Urashima
- Décors : Tōtetsu Hirakawa
- Montage : Akikazu Kōno
- Musique : Akira Ifukube
- Production : Takerō Itō et Takeo Kikuchi
- Société de production : East West
- Pays de production :  Japon
- Langue originale : japonais
- Format : noir et blanc - 1,37:1 - 35 mm - son mono
- Genre : drame
- Durée : 104 minutes (métrage : douze bobines - 2 986 m[1])
- Dates de sortie :
  - Japon : 7 octobre 1953[1]

## Distribution

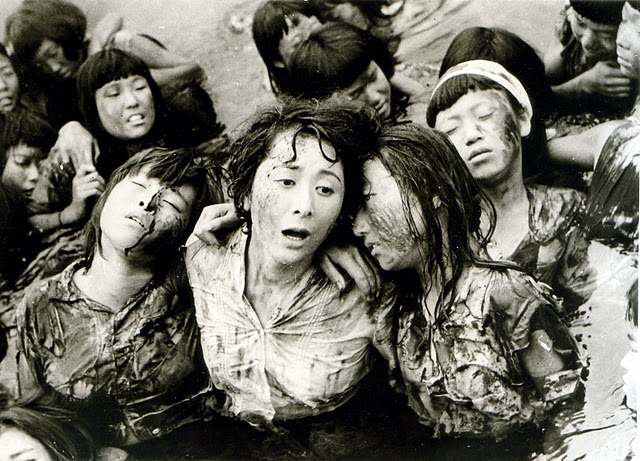
Scène du film avec Yumeji Tsukioka.

- Eiji Okada : le professeur Kitagawa
- Yumeji Tsukioka : Yonehara
- Yoshi Katō : Yukio Endo
- Takashi Kanda : le professeur Senda
- Isuzu Yamada
- Tokue Hanazawa
- Kenzō Kawarasaki
- Shizue Kawarazaki
- Hatae Kishi
- Eitarō Matsuyama
- Masao Mishima
- Yasushi Nagata
- Masami Shimojō
- Kinzō Shin
- Kenji Susukida : docteur Nishina
- Harue Tone
- Saburō Ukita
- Sakae Umezu

## Autour du film
- Le film est tiré d'un recueil de témoignages publié en 1951 par Arata Osada : Les Enfants de la Bombe A : Testament des garçons et des filles d’Hiroshima.
- Un syndicat, l'Union Japonaise des Enseignants, a d'abord demandé au cinéaste Kaneto Shindō d'adapter l'ouvrage pour l'écran. Ce fut Les Enfants d'Hiroshima (1952). Mais, jugeant la portée politique du film inexistante, l'UJE se tourne alors vers Hideo Sekigawa pour une nouvelle version.
- Alain Resnais a utilisé des images du film pour Hiroshima mon amour (1959). Et il a repris l'acteur qui joue le Professeur Kitagawa, Eiji Okada. Enrique Seknadje écrit à ce propos que, dans le film de Hideo Sekigawa, c'est l'enseignant qui "n'a rien vu à Hiroshima"[2].